# Matzlow
Matzlow ist ein Ortsteil der Gemeinde Lewitzrand im Landkreis Ludwigslust-Parchim in Mecklenburg-Vorpommern.

## Geografie
Matzlow liegt etwa neun Kilometer nordwestlich der Kreisstadt Parchim und 25 Kilometer südöstlich von Schwerin am Rande der Lewitz. Nördlich des Ortes verlaufen die Elde und ein Altarm dieses Flusses. Die Ortslage ist vorwiegend von Wiesen und Ackerflächen umgeben. Das flache Gelände fällt von etwa 40 m ü. NHN im Ortskern auf 38 Meter zur Elde hin ab.

## Geschichte

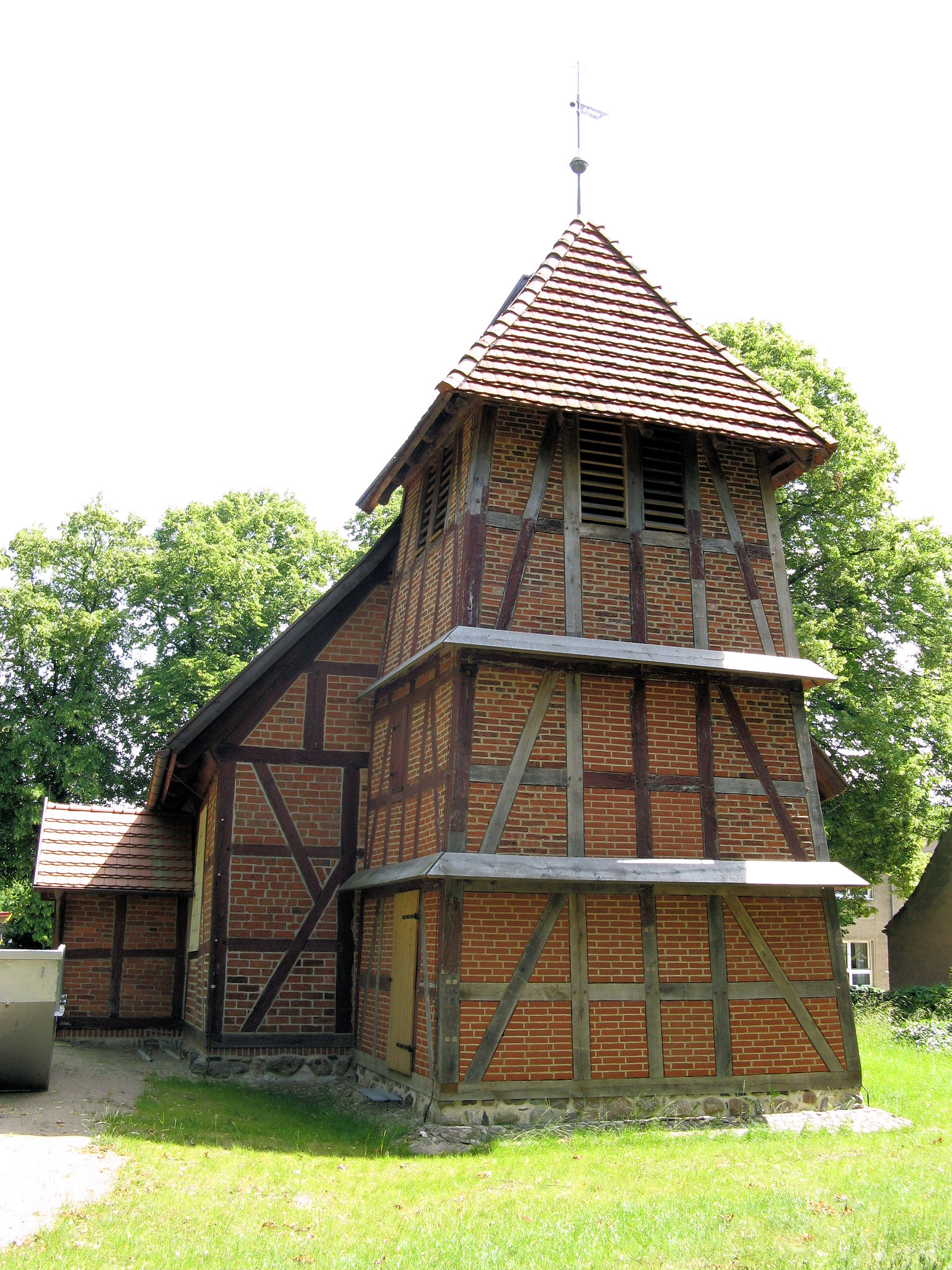
Dorfkirche in Matzlow von Osten

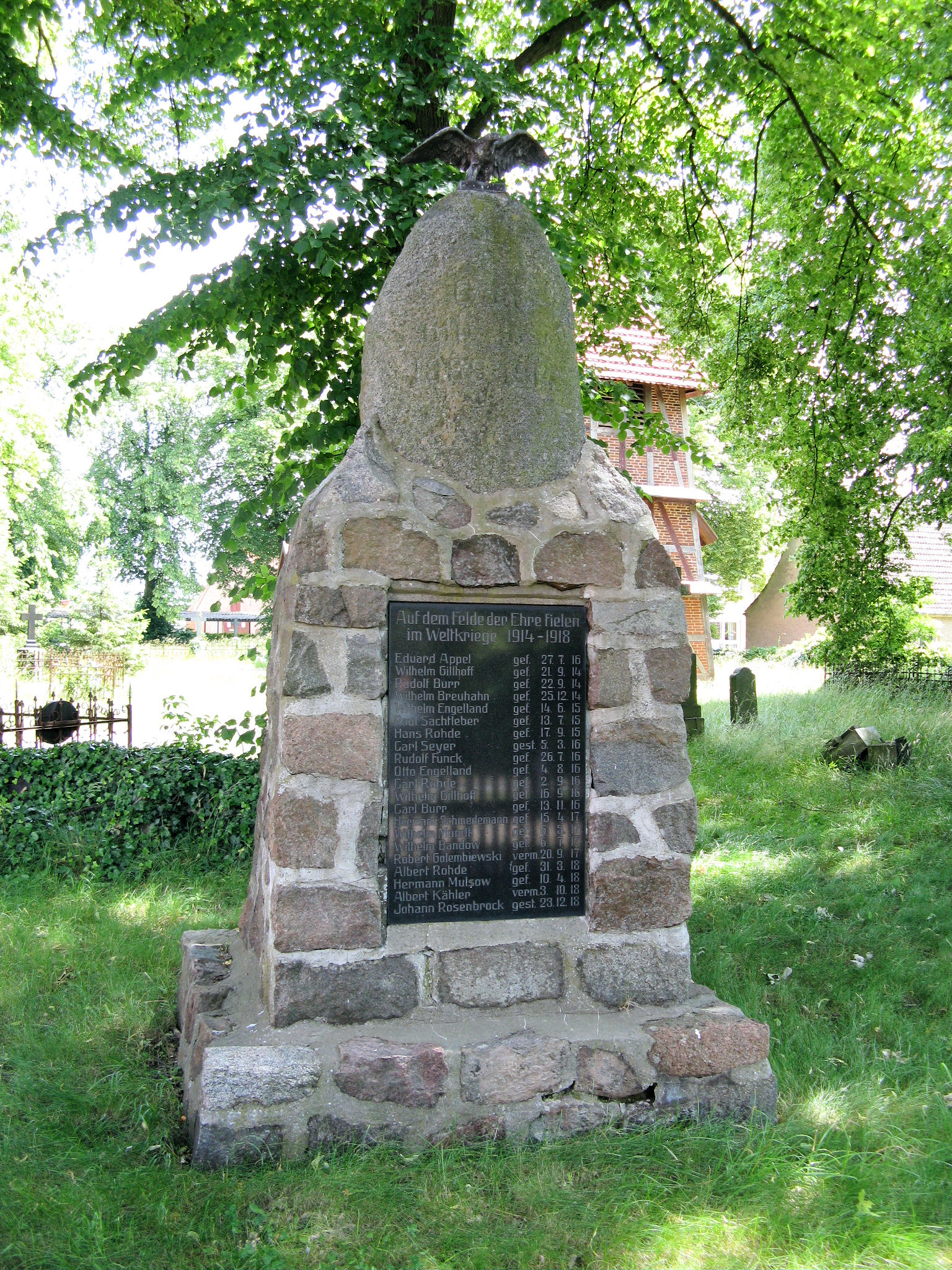
Kriegerdenkmal 1914/18

Die erste urkundliche Erwähnung des Ortes stammt aus dem Jahr 1370 als Maslowe. Seit 1920 war Matzlow eine eigenständige Gemeinde im Amt Neustadt. Die Umgebung des Ortes wurde seit 1958 entscheidend durch die Meliorationsarbeiten in der Lewitz geprägt. 1965 schlossen sich Matzlow und Garwitz zur Gemeinde Matzlow-Garwitz zusammen.
Zeitgleich mit den in Mecklenburg-Vorpommern durchgeführten Kommunalwahlen am 7. Juni 2009 vereinigten sich die Gemeinden Matzlow-Garwitz, Raduhn und Klinken zur neuen Gemeinde Lewitzrand.

## Sehenswürdigkeiten

### Dorfkirche
Die heutige Fachwerkkirche mit dreiseitigem Ostschluss wurde im Jahr 1789 geweiht. Der Fachwerkturm an der Westseite stammt aus dem Jahr 1831 und beherbergt zwei Glocken aus den Jahren 1931 und 1961. Zur Inneneinrichtung gehören ein geschnitztes Kruzifix mit Evangelistensymbolen aus dem 15. Jahrhundert, ein schlichter Altar und eine Kanzeluhr. Geschnitzte Reliefs und Rundbilder stammen von einer Laienkünstlerin aus den 1990er Jahren. Auch vor 1789 existierte in Matzlow eine Kirche, die erste wurde im Dreißigjährigen Krieg zerstört.

### Denkmal
Neben der Kirche stehen das Denkmal für die Gefallenen des Ersten Weltkrieges vor dem Friedhof und die ehemalige Schule in der Parchimer Straße unter Denkmalschutz.

## Verkehr
Durch Matzlow verläuft die Landesstraße 9 von Crivitz nach Parchim. Von dieser zweigt im Ort die Landesstraße 81 in Richtung Neustadt-Glewe ab. Die Kreisstraße 59 stellt eine Verbindung nach Spornitz her, wo sich der nächstgelegene Bahnhof an der Bahnstrecke Ludwigslust–Parchim befindet. Die Bundesautobahn 24 wird über den Anschluss Neustadt-Glewe in zwölf Kilometern erreicht.